# 1107
Il 1107 (MCVII in numeri romani) è un anno  del XII secolo.

## Eventi
- Dopo il ritiro dei conti Alberti da Prato, la città si costituisce come libero Comune.
- Agosto: Inizio della Guerra tra Milano e Lodi.
- 26 agosto: posa della prima pietra del Duomo di Cremona.

## Nati
- Antelmo di Chignin, vescovo e monaco cristiano francese († 1178)
- Enrico II di Babenberg, nobile tedesco († 1177)
- Sigfrido II di Weimar-Orlamünde, nobile tedesco († 1124)

## Morti
- 8 gennaio - Edgar di Scozia, re (n. 1074)
- 20 gennaio - Benedetto Ricasoli, religioso italiano
- 7 maggio - Eufemia, nobile bizantina
- 24 maggio - Raimondo di Borgogna, sovrano
- 15 giugno - Dagoberto da Pisa, arcivescovo cattolico italiano
- 9 agosto - Horikawa, imperatore giapponese (n. 1079)
- 8 settembre - Richard de Redvers, nobile francese
- 9 settembre - Roger Bigod, conte di Norfolk, cavaliere medievale normanno
- 13 settembre - Zaida di Siviglia, principessa e regina (n. 1070)
- 26 settembre - Maurice, vescovo cattolico inglese
- Andrea di Strumi, religioso italiano
- Robert Fitzhamon, cavaliere medievale normanno
- Goffredo di Winchester, poeta francese
- Mi Fu, pittore e poeta cinese (n. 1051)
- Prochor di Pečers'k, monaco cristiano ucraino
- Qilij Arslan I, condottiero turco (n. 1079)
- Sergio VI di Napoli, duca
- Abu Shugia, giurista arabo (n. 1042)

## Calendario
| Calendario 1107 | Calendario 1107 | Calendario 1107 | Calendario 1107 | Calendario 1107 | Calendario 1107 | Calendario 1107 | Calendario 1107 | Calendario 1107 | Calendario 1107 | Calendario 1107 | Calendario 1107 | Calendario 1107 | Calendario 1107 | Calendario 1107 | Calendario 1107 | Calendario 1107 | Calendario 1107 | Calendario 1107 | Calendario 1107 | Calendario 1107 | Calendario 1107 | Calendario 1107 | Calendario 1107 | Calendario 1107 | Calendario 1107 | Calendario 1107 | Calendario 1107 | Calendario 1107 | Calendario 1107 | Calendario 1107 | Calendario 1107 | Calendario 1107 |
| --------------- | --------------- | --------------- | --------------- | --------------- | --------------- | --------------- | --------------- | --------------- | --------------- | --------------- | --------------- | --------------- | --------------- | --------------- | --------------- | --------------- | --------------- | --------------- | --------------- | --------------- | --------------- | --------------- | --------------- | --------------- | --------------- | --------------- | --------------- | --------------- | --------------- | --------------- | --------------- | --------------- |
|                 | 1               | 2               | 3               | 4               | 5               | 6               | 7               | 8               | 9               | 10              | 11              | 12              | 13              | 14              | 15              | 16              | 17              | 18              | 19              | 20              | 21              | 22              | 23              | 24              | 25              | 26              | 27              | 28              | 29              | 30              | 31              |                 |
| Gennaio         | Ma              | Me              | Gi              | Ve              | Sa              | Do              | Lu              | Ma              | Me              | Gi              | Ve              | Sa              | Do              | Lu              | Ma              | Me              | Gi              | Ve              | Sa              | Do              | Lu              | Ma              | Me              | Gi              | Ve              | Sa              | Do              | Lu              | Ma              | Me              | Gi              |                 |
| Febbraio        | Ve              | Sa              | Do              | Lu              | Ma              | Me              | Gi              | Ve              | Sa              | Do              | Lu              | Ma              | Me              | Gi              | Ve              | Sa              | Do              | Lu              | Ma              | Me              | Gi              | Ve              | Sa              | Do              | Lu              | Ma              | Me              | Gi              |                 |                 |                 |                 |
| Marzo           | Ve              | Sa              | Do              | Lu              | Ma              | Me              | Gi              | Ve              | Sa              | Do              | Lu              | Ma              | Me              | Gi              | Ve              | Sa              | Do              | Lu              | Ma              | Me              | Gi              | Ve              | Sa              | Do              | Lu              | Ma              | Me              | Gi              | Ve              | Sa              | Do              |                 |
| Aprile          | Lu              | Ma              | Me              | Gi              | Ve              | Sa              | Do              | Lu              | Ma              | Me              | Gi              | Ve              | Sa              | Do              | Lu              | Ma              | Me              | Gi              | Ve              | Sa              | Do              | Lu              | Ma              | Me              | Gi              | Ve              | Sa              | Do              | Lu              | Ma              |                 |                 |
| Maggio          | Me              | Gi              | Ve              | Sa              | Do              | Lu              | Ma              | Me              | Gi              | Ve              | Sa              | Do              | Lu              | Ma              | Me              | Gi              | Ve              | Sa              | Do              | Lu              | Ma              | Me              | Gi              | Ve              | Sa              | Do              | Lu              | Ma              | Me              | Gi              | Ve              |                 |
| Giugno          | Sa              | Do              | Lu              | Ma              | Me              | Gi              | Ve              | Sa              | Do              | Lu              | Ma              | Me              | Gi              | Ve              | Sa              | Do              | Lu              | Ma              | Me              | Gi              | Ve              | Sa              | Do              | Lu              | Ma              | Me              | Gi              | Ve              | Sa              | Do              |                 |                 |
| Luglio          | Lu              | Ma              | Me              | Gi              | Ve              | Sa              | Do              | Lu              | Ma              | Me              | Gi              | Ve              | Sa              | Do              | Lu              | Ma              | Me              | Gi              | Ve              | Sa              | Do              | Lu              | Ma              | Me              | Gi              | Ve              | Sa              | Do              | Lu              | Ma              | Me              |                 |
| Agosto          | Gi              | Ve              | Sa              | Do              | Lu              | Ma              | Me              | Gi              | Ve              | Sa              | Do              | Lu              | Ma              | Me              | Gi              | Ve              | Sa              | Do              | Lu              | Ma              | Me              | Gi              | Ve              | Sa              | Do              | Lu              | Ma              | Me              | Gi              | Ve              | Sa              |                 |
| Settembre       | Do              | Lu              | Ma              | Me              | Gi              | Ve              | Sa              | Do              | Lu              | Ma              | Me              | Gi              | Ve              | Sa              | Do              | Lu              | Ma              | Me              | Gi              | Ve              | Sa              | Do              | Lu              | Ma              | Me              | Gi              | Ve              | Sa              | Do              | Lu              |                 |                 |
| Ottobre         | Ma              | Me              | Gi              | Ve              | Sa              | Do              | Lu              | Ma              | Me              | Gi              | Ve              | Sa              | Do              | Lu              | Ma              | Me              | Gi              | Ve              | Sa              | Do              | Lu              | Ma              | Me              | Gi              | Ve              | Sa              | Do              | Lu              | Ma              | Me              | Gi              |                 |
| Novembre        | Ve              | Sa              | Do              | Lu              | Ma              | Me              | Gi              | Ve              | Sa              | Do              | Lu              | Ma              | Me              | Gi              | Ve              | Sa              | Do              | Lu              | Ma              | Me              | Gi              | Ve              | Sa              | Do              | Lu              | Ma              | Me              | Gi              | Ve              | Sa              |                 |                 |
| Dicembre        | Do              | Lu              | Ma              | Me              | Gi              | Ve              | Sa              | Do              | Lu              | Ma              | Me              | Gi              | Ve              | Sa              | Do              | Lu              | Ma              | Me              | Gi              | Ve              | Sa              | Do              | Lu              | Ma              | Me              | Gi              | Ve              | Sa              | Do              | Lu              | Ma              |                 |